# Paul Ferd. Peddinghaus GmbH
Das Unternehmen Paul Ferd. Peddinghaus GmbH ist ein Werkzeugmaschinenhersteller mit Sitz in Gevelsberg, es ist seit Ende der 1990er Jahre eine 100%ige Tochtergesellschaft der Peddinghaus Corporation aus Bradley/Illinois (USA).

## Geschichte
Das Unternehmen wurde im Jahre 1903 von Paul Ferdinand Peddinghaus gegründet. Am Anfang stand die Entwicklung und Herstellung von Schraubstöcken. Schon bald wurden auch Handblechscheren (1904), Handlochstanzen und Profilstahlscheren (1905) produziert. 
In den 1970er Jahren entwickelte das Unternehmen eine CNC-gesteuerte Träger-Bohranlage und baute eine Spitzenposition auf dem Weltmarkt für CNC-Stahlbaumaschinen aus.

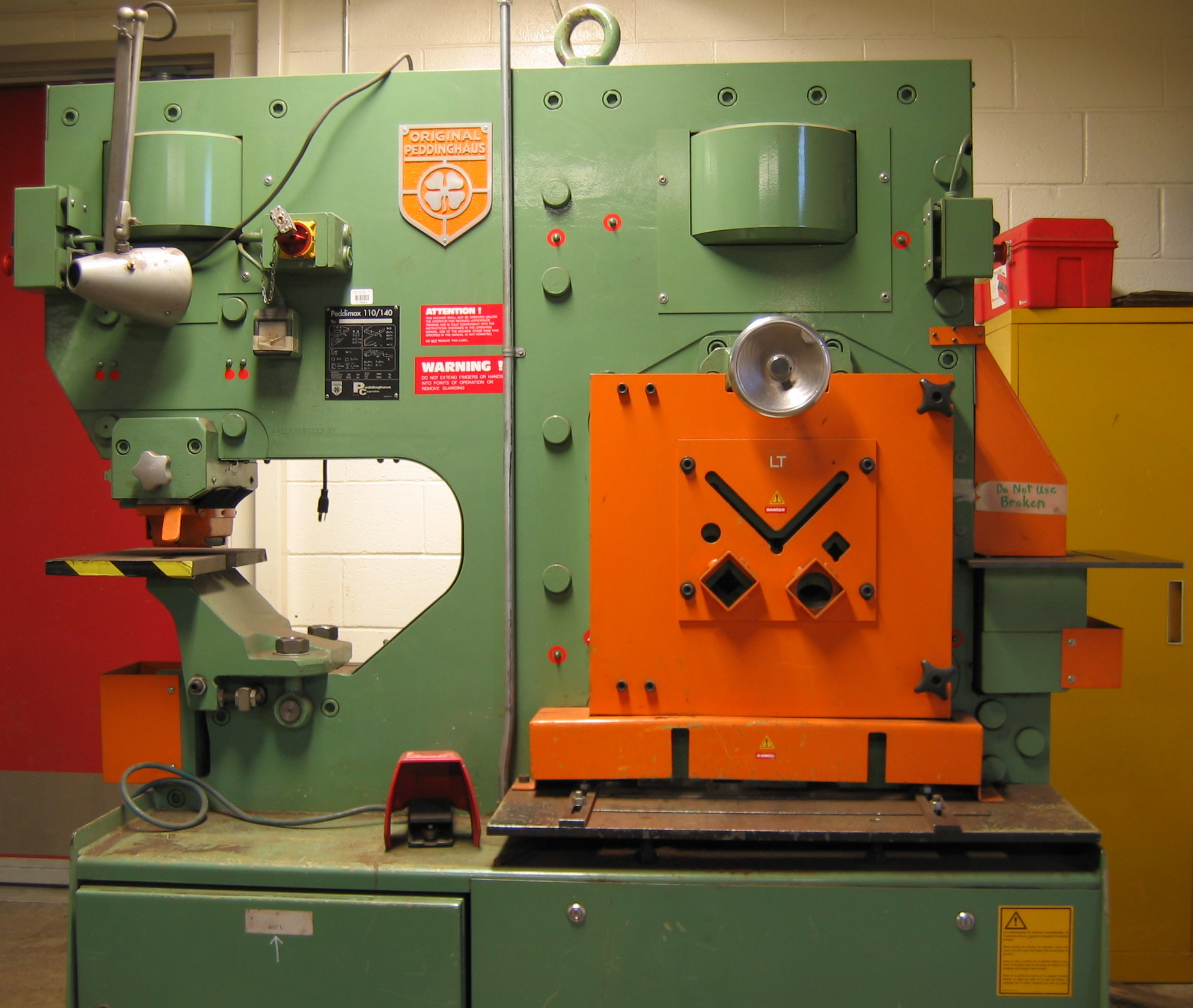
Peddinghaus-Presse

Hatte das Unternehmen in den 1970er Jahren noch über 1000 Beschäftigte, kam ab Mitte der 1980er Jahre der wirtschaftliche Niedergang. Das Unternehmen war bekannt für seine Sozialleistungen, insbesondere Werkswohnungen, Werkskantine, Werkschor, Tennisverein etc.
Im Jahre 1996 folgten der Konkurs und die Liquidation des Unternehmens.
Ende der 1990er Jahre wurde das Unternehmen von Julia C. „Cilla“ und C. Georg „Anton“ Peddinghaus wieder aufgebaut, als Tochtergesellschaft der Peddinghaus Corporation aus Bradley/Illinois, wo sich seitdem der Hauptsitz der Unternehmensgruppe (geführt von C. Georg „Anton“ Peddinghaus) befindet und die Maschinenentwicklung sowie -herstellung erfolgt. In Gevelsberg sind bei der Paul Ferd. Peddinghaus GmbH ca. 18 Personen beschäftigt (Stand: 2013).
Heute zählt die Peddinghaus Corporation mit Serviceniederlassungen in Deutschland, Großbritannien, Spanien und Polen zu den bekanntesten Herstellern von Werkzeugmaschinen und CNC-Anlagen für den Stahlbau.

## Firmenleitungen
- Paul Ferdinand Peddinghaus
- Paul C. Peddinghaus
- Rolf Peddinghaus
- Carl Ulrich Peddinghaus
- Julia C. Peddinghaus